# المنظاف (الحيمة الخارجية)

تعديل مصدري - تعديل

المنظاف هي إحدى قرى عزلة وهبي بمديرية الحيمة الخارجية التابعة لمحافظة صنعاء، بلغ تعداد سكانها 122 نسمة حسب تعداد اليمن لعام 2004.